# Rubus sneidernii
Rubus sneidernii är en rosväxtart som beskrevs av Asplund. Rubus sneidernii ingår i släktet rubusar, och familjen rosväxter. Inga underarter finns listade i Catalogue of Life.